# Neolitsea megacarpa
Neolitsea megacarpa är en lagerväxtart som beskrevs av Elmer Drew Merrill. Neolitsea megacarpa ingår i släktet Neolitsea och familjen lagerväxter. Inga underarter finns listade i Catalogue of Life.